# Silas Kipngetich Sang
Silas Kipngetich Sang (* 21. August 1978) ist ein kenianischer Langstreckenläufer, der sich auf Straßenläufe spezialisiert hat.

## Leben
Silas Sang gewann 2006 den Torremolinos- sowie den Málaga-Halbmarathon und wurde Zweiter beim Madrid-Marathon. 2007 verteidigte er seinen Titel in Torremolinos, wurde Sechster beim Portugal-Halbmarathon und siegte beim Los-Palacios-Halbmarathon.
2008 folgten seinem dritten Sieg in Torremolinos Triumphe bei den 15 km von Massamagrell und beim Albacete-Halbmarathon und ein zweiter Platz beim Göteborgsvarvet. Beim Portugal-Halbmarathon stellte er mit 1:01:28 einen Streckenrekord auf und schlug dabei den hohen Favoriten Paul Tergat. 2009 verbesserte er beim selben Wettbewerb den Streckenrekord auf 1:00:20 h.
2011 kehrte er nach einem dritten Platz beim Lissabon-Marathon auf die 42,195-km-Distanz zurück und wurde Vierter beim Ottawa-Marathon. Im Herbst gelang ihm sein dritter Sieg beim Portugal-Halbmarathon. 2012 wurde er Zweiter beim Nagano-Marathon.

## Persönliche Bestzeiten
- 3000 m: 7:50,93 min, 27. Juni 2004, Kuortane
- 5000 m: 13:34,90 min, 9. September 2004, Turku
- 10.000 m: 27:52,66 min, 28. Mai 2006, Hengelo
- 15-km-Straßenlauf: 42:59 min, 13. April 2008, Massamagrell
- Halbmarathon: 1:00:20 h, 4. Oktober 2009, Lissabon
- Marathon: 2:09:10 h, 15. April 2012, Nagano